# Ghost (Justin Bieber)
Ghost è un singolo del cantante canadese Justin Bieber, pubblicato l'8 ottobre 2021 come sesto singolo dal sesto album in studio Justice.

## Descrizione
Undicesima traccia dell'album, Ghost è stata descritta dalla critica specializzata come una ballata pop rock.

## Video musicale
Il video musicale, diretto da Colin Tilley, vede la partecipazione dell'attrice statunitense Diane Keaton. È stato pubblicato in concomitanza con il suo debutto radiofonico.

## Classifiche

### Classifiche settimanali
| Classifica (2021-22) | Posizione massima |
| -------------------- | ----------------- |
| Australia            | 11                |
| Austria              | 75                |
| Belgio (Fiandre)     | 28                |
| Canada               | 5                 |
| Croazia              | 13                |
| Danimarca            | 25                |
| Filippine            | 6                 |
| Germania             | 79                |
| Grecia               | 44                |
| Indonesia            | 2                 |
| Irlanda              | 7                 |
| Islanda              | 14                |
| Libano               | 2                 |
| Lituania             | 57                |
| Malaysia             | 1                 |
| Nuova Zelanda        | 16                |
| Paesi Bassi          | 23                |
| Panama               | 163               |
| Portogallo           | 44                |
| Regno Unito          | 19                |
| Repubblica Ceca      | 87                |
| Singapore            | 1                 |
| Slovacchia           | 58                |
| Stati Uniti          | 5                 |
| Sudafrica            | 38                |
| Svezia               | 72                |
| Svizzera             | 83                |

### Classifiche di fine anno
| Classifica (2021) | Posizione |
| ----------------- | --------- |
| Danimarca         | 161       |
| Classifica (2022) | Posizione |
| Australia         | 13        |
| Belgio (Fiandre)  | 92        |
| Canada            | 7         |
| Danimarca         | 55        |
| Islanda           | 36        |
| Nuova Zelanda     | 26        |
| Regno Unito       | 62        |
| Singapore         | 1         |
| Stati Uniti       | 8         |